# Olympische Sommerspiele 1996/Teilnehmer (Cookinseln)
| Gelbes Symbol für Goldmedaillen mit stilisierten Olympischen Ringen | Graues Symbol für Silbermedaillen mit stilisierten Olympischen Ringen | Braundes Symbol für Bronzemedaillen mit stilisierten Olympischen Ringen |
| ------------------------------------------------------------------- | --------------------------------------------------------------------- | ----------------------------------------------------------------------- |
| —                                                                   | —                                                                     | —                                                                       |

Die Cookinseln nahmen bei den Olympischen Sommerspielen 1996 zum dritten Mal an Olympischen Spielen teil. Die Mannschaft bestand aus drei Sportlern, zwei Männern und einer Frau. Sie starteten in drei Wettbewerben in drei Sportarten. Der jüngste Teilnehmer war der Leichtathlet Mark Sherwin mit 26 Jahren und 186 Tagen, der älteste war der Gewichtheber Samuel Nunuke Pera mit 27 Jahren und 116 Tagen. Die Fahne der Cookinseln wurde während der Eröffnungsfeier am 19. Juli 1996 von Samuel Nunuke Pera in das Olympiastadion getragen.

## Teilnehmer
| Name               | Alter | Geschlecht | Sportart       | Resultat(e)                                |
| ------------------ | ----- | ---------- | -------------- | ------------------------------------------ |
| Samuel Nunuke Pera | 27    | männlich   | Gewichtheben   | Platz 24 im Schwergewicht                  |
| Mark Sherwin       | 26    | männlich   | Leichtathletik | Platz 9 im zwölften Vorlauf über 100 Meter |
| Turia Vogel        | 26    | weiblich   | Segeln         | Platz 22 im Windsurfen                     |